# 庫奧皮奧足球俱樂部
庫奧皮奧足球俱樂部（芬蘭語：Kuopion Palloseura，简称），是芬蘭的足球俱樂部，成立于1923年，主場位於庫奧皮奧。
库普斯曾获得7次芬兰联赛冠军、两次芬兰杯冠军和一次芬兰联赛杯冠军。库普斯自2008年起毫无间断地参加芬蘭最高級別足球聯賽芬蘭足球超級聯賽的賽事。在2008年之前，库普斯总共参加51次芬兰最高级别的足球联赛。库普斯的主场是库奥皮奥中央球场。主场球衣为黄色T恤球袜和黑色球裤。

## 外部連結
- 官方网站  （文）
- 俱乐部的Youtube频道 （页面存档备份，存于）